# 원주김씨 묘역
원주김씨 묘역은 대한민국 경기도 파주시 진동면 초리에 있는 묘역이다. 2014년 2월 14일 파주시의 향토문화유산 제31호로 지정되었다.

## 개요
원주김씨 묘역은 시조인 문충공 김거공(文忠公 金巨公, 1099~1163)의 단묘와 고려시대 관직을 지낸 원주김씨 선조의 단비 8기, 조선초기 공조판서를 역임한 김을신(金乙辛, 1366~1446)과 부인 진주유씨(晉州柳氏)의 묘, 김을신의 장인인 유용생(柳龍生, ?~1434)과 부인 양천허씨(陽川許氏)묘, 김을신의 아들 대경공 김연지(戴敬公 金連枝, 1396~1471)의 묘 등으로 구성된 세장 묘역이다. 김을신은 조선 태종 때 원종공신(原從功臣)이며 세종 때 동지중추원사(同知中樞院事), 경창부윤(慶昌府尹), 중추원부사(中樞院副使), 한성부윤(漢城府尹)등을 역임한 인물이며, 김연지는 공조참판, 대사헌, 한성부윤을 역임하고 1467년(세조 13) 지중추원사로서 봉조하(奉朝賀)가 되었다. 김을신의 장인인 유용생은 고려말 창왕 때 문하부밀직사(門下府密直司)를 역임하고 1390년(공양왕 2)에 판자혜부사(判慈惠府使)로 이듬해에는 동북면절제사가 되었다. 조선 태종 때 중군총제가 되었고 1407년 공조판서, 참찬의정부사(參贊議政府事)가 되고 1409년 호조판서, 형조판서 등을 역임하였다.
묘역은 사대부 분묘 양식을 잘 갖추고 있으며 조선 초기에 잠시 유행했던 6각의 호석 분묘양식과 묘비의 연화석 양식, 문인석, 기단석 등이 원형 그대로 보존되어 있어 당시 양반계층의 장묘문화를 볼 수 있는 매우 귀중한 문화재라고 할 수 있다. 특히 김을신의 장인인 유용생의 묘와 유용생의 부인인 양천허씨의 묘는 6각의 호석을 두른 봉분이 원형을 유지하고 있는데 이는 다른 파주지역의 조선초기 사대부 묘역에서는 찾아 볼 수 없는 독특한 양식이며 봉분 정면에 세워진 묘비석의 상단 연화문 양식은 조선 초 묘비양식으로서 귀중한 문화재적 가치를 지녔다고 할 수 있다.

## 지정 사유
김을신 묘는 원형 봉분으로 2단의 기단석과 기단 아래로 문인석 1쌍과 새로 조성한 문인석, 장명 등이 위치하고 있다. 유용생과 그의 부인 양천허씨 묘는 파주지역 조선초 묘제에서는 찾아보기 어려운 6각 호석을 두른 봉분이 원형 그대로 보존되어 있다. 김연지 묘는 부인 창녕성씨와 쌍분묘로 원형 봉분 아래 묘비, 상석, 기단석, 문인석 2쌍이 유존한다.